# Иванчо, Вилмош
Вилмош Иванчо (венг. Iváncsó Vilmos; 23 февраля 1939, Хуст — 25 ноября 1997, Будапешт) — венгерский волейболист. Участник летних Олимпийских игр 1964 года, серебряный призёр чемпионата Европы 1963 года.

## Биография
Вилмош Иванчо родился 23 февраля 1939 года в чехословацком посёлке Хуст (сейчас город в Закарпатской области Украины).
Играл в волейбол за будапештский «Гонвед».
В 1963 году в составе сборной Венгрии завоевал серебряную медаль на чемпионате Европы в Румынии.
В 1964 году вошёл в состав сборной Венгрии по волейболу на летних Олимпийских играх в Токио, занявшей 6-е место. Провёл 5 матчей, набрал 10 очков (по три в матчах со сборными США и Южной Кореи, по два — с Чехословакией и Бразилией).
Умер 25 ноября 1997 года в Будапеште.